# Châtelaillon-Plage
Châtelaillon-Plage ist eine Gemeinde und ein Badeort mit 6440 Einwohnern (Stand 1. Januar 2022) an der französischen Atlantikküste.

## Geschichte
Auf dem Hügel von Vieux Châtelaillon gibt es in der Nécropole des Sables aus der gallo-römischen Zeit und der Zeit der Christianisierung Grabfunde, die die lange Siedlungsgeschichte dieses Orts bezeugen.
Im 12. Jahrhundert wurde auf der Pointe du Cornard die Befestigung Castrum Allionis errichtet, die damals das Machtzentrum des Aunis war. Heute existiert von dieser Befestigung nicht mehr die kleinste Spur, da sie vom Meer überspült wurde. Somit verblieb im 17. Jahrhundert nur noch ein kleiner Weiler mit kleinen Gehöften und ein paar Fischerhütten.
Im Ortsteil Les Boucholeurs sind noch einige alte landwirtschaftliche und für die Austernzucht genutzte Gebäude aus der Zeit vor dem 19. Jahrhundert zu sehen.
Erst gegen Ende des 19. Jahrhunderts wurde der Ort von der französischen Staatsbahn gezielt zur Badestation ausgebaut mit direkten Zugverbindungen von Paris nach Châtelaillon-Plage.
Hierdurch ausgelöst wurden an der Küste der Bau einer Vielzahl von Villen im Stil der Jahrhundertwende. Diese bilden heute einen bunten Stilmix, da die Eigentümer bei der Errichtung ihrer Villen zumeist auf die Baustile ihrer Heimatregionen zurückgriffen.

## Bevölkerungsentwicklung

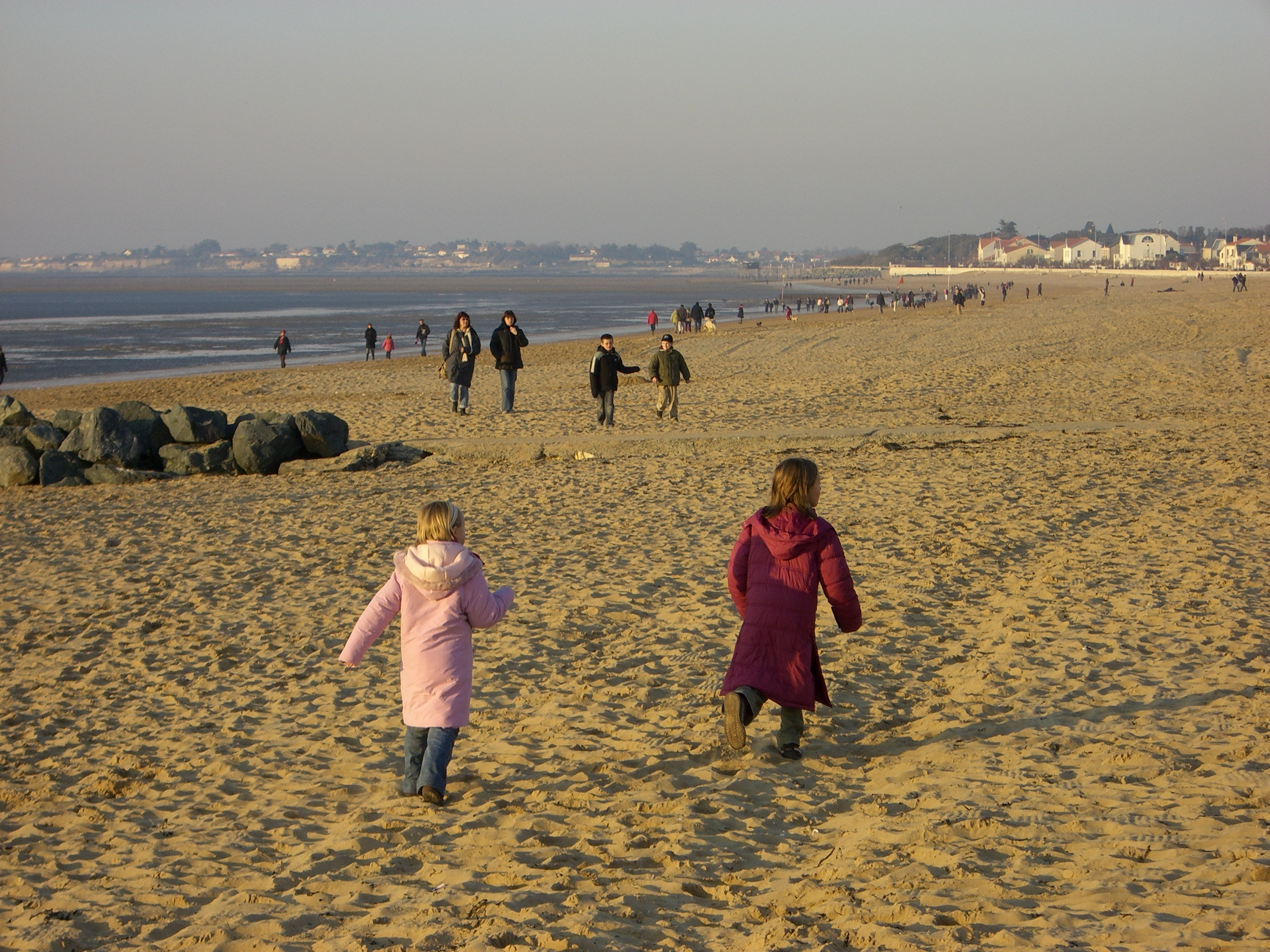
Der Strand wurde 1989 komplett neu aufgeschüttet

Die Bevölkerungsentwicklung war bis Anfang der 1990er Jahre hinein leicht rückläufig. Ein groß angelegtes Revitalisierungsprogramm des Ortes, welches 1989 zum Aufschütten eines neuen circa drei Kilometer langen Sandstrandes führte, brachte dann die Wende. Seitdem steigen die Einwohnerzahlen wieder kontinuierlich:
| 1962 | 1968 | 1975 | 1982 | 1990 | 1999 | 2006 | 2016 |
| 5234 | 5377 | 5354 | 5439 | 4993 | 5625 | 5911 | 5923 |

## Stadtverwaltung
Städtepartnerschaften:
- Knebworth, Vereinigtes Königreich
- Skierniewice, Polen
- Evolène, Schweiz

Markt:

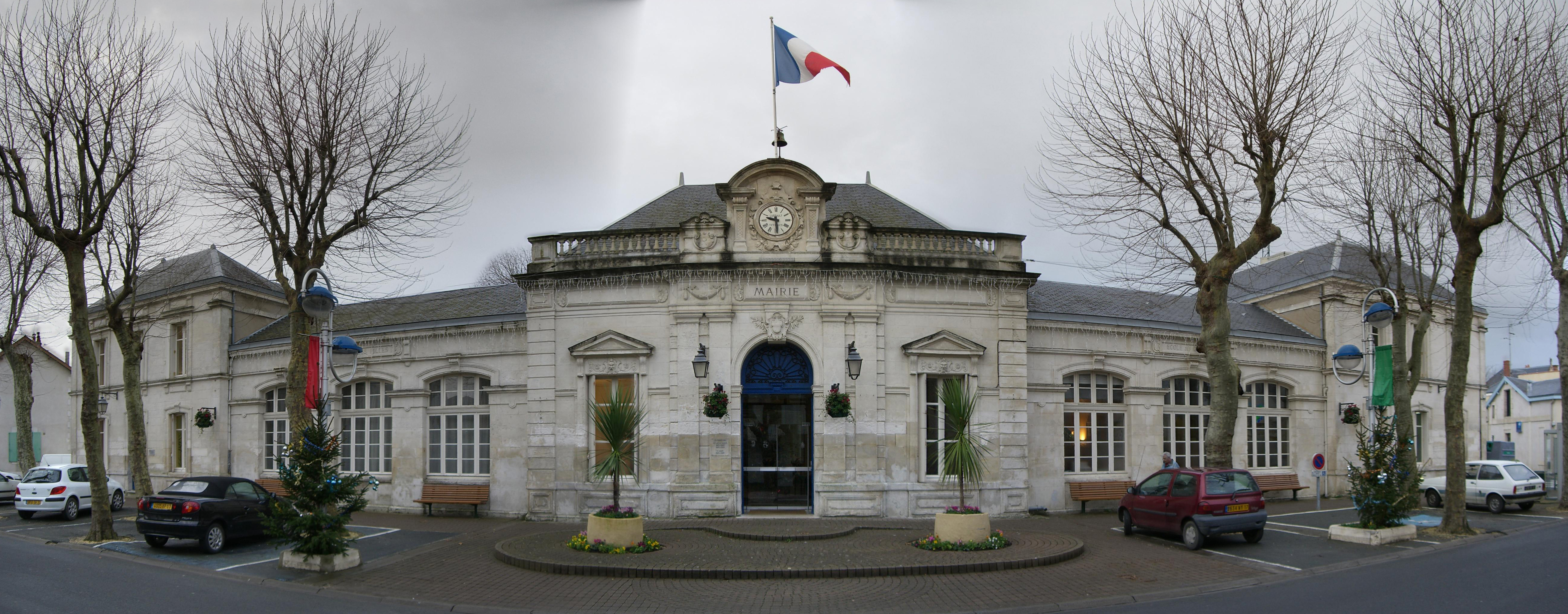
Rathaus

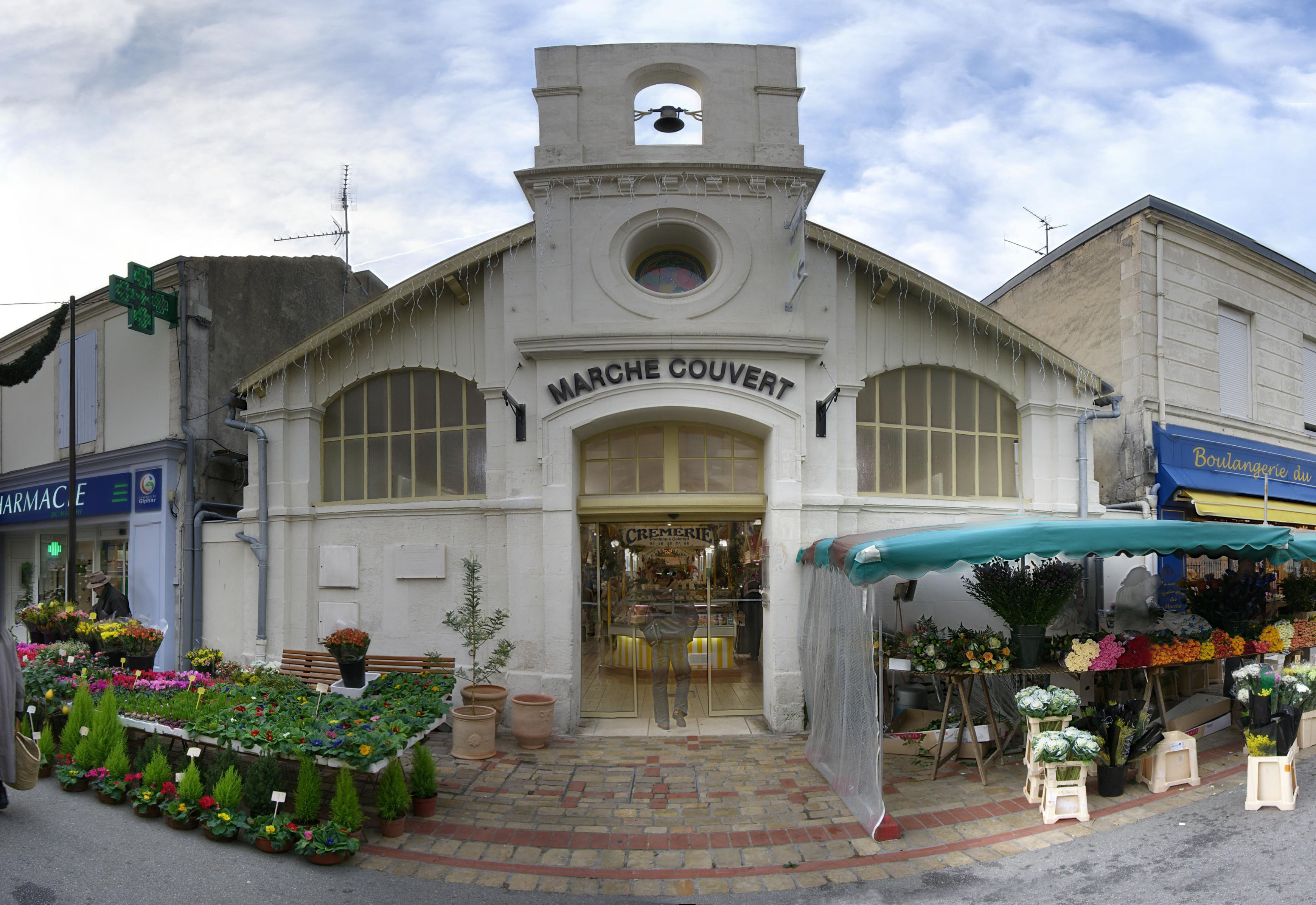
Eingang zur Markthalle von der Rue du Marché

- zweimal wöchentlich: Dienstag und Freitag, in der Saison bis zu 120 Stände
- Markthalle mit ca. 20 Ständen täglich geöffnet

Schulen:
- École maternelle Pierre Jonchery
- École maternelle Les Sables
- École élémentaire Pierre Jonchery
- École élémentaire Les Boucholeurs
- École élémentaire Paul Michaud
- Collège André Malraux
- CIPECMA (Centre Interconsulaire de Perfectionnement et d’Enseignement de la Charente-Maritime)

## Sehenswürdigkeiten
- Markthalle, erbaut 1882
- Casino, erbaut 1893
- Rathaus, erbaut 1900/01

Siehe auch: Liste der Monuments historiques in Châtelaillon-Plage

## Söhne und Töchter der Stadt
- Dominique Lapierre (1931–2022), französischer Schriftsteller